# Гостроподолянське
Гостроподоля́нське — село в Україні, у Скадовській міській громаді Скадовського району Херсонської області. Населення становить 336 осіб. В селі є школа, два магазини, церква, медичний пункт, стадіон, парк.

## Історія
Відповідно до Розпорядження Кабінету Міністрів України від 12 червня 2020 року № 726-р «Про визначення адміністративних центрів та затвердження територій територіальних громад Херсонської області» увійшло до складу Скадовської міської громади.
24 лютого 2022 року село тимчасово окуповане російськими військами під час російсько-української війни.

## Населення
Згідно з переписом УРСР 1989 року чисельність наявного населення села становила 306 осіб, з яких 121 чоловік та 185 жінок.
За переписом населення України 2001 року в селі мешкало 336 осіб.

### Мовний склад
Рідна мова населення за даними перепису 2001 року:
| Мова       | Чисельність, осіб | Доля     |
| ---------- | ----------------- | -------- |
| Українська | 307               | 91,37 %  |
| Вірменська | 21                | 6,25 %   |
| Російська  | 8                 | 2,38 %   |
| Разом      | 336               | 100,00 % |